# 28542 Cespedes-Nano
28542 Cespedes-Nano è un asteroide della fascia principale. Scoperto nel 2000, presenta un'orbita caratterizzata da un semiasse maggiore pari a 2,7993186 UA e da un'eccentricità di 0,1463018, inclinata di 2,90318° rispetto all'eclittica.